# Ágúst H. Bjarnason

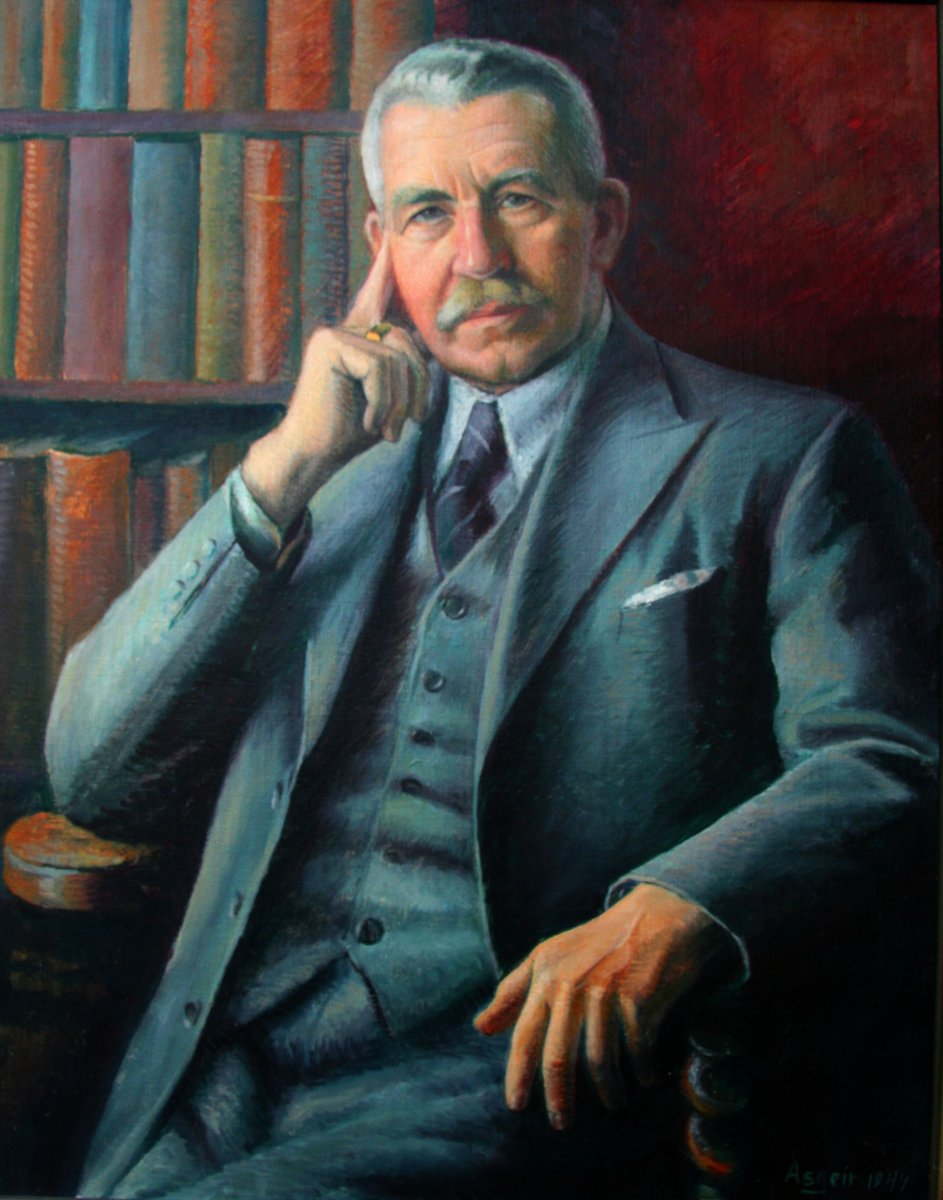
Ágúst Hákonarson Bjarnason

Ágúst Hákonarson Bjarnason (* 20. August 1875 in Bildudalur; † 22. September 1952 in Reykjavik) war ein isländischer Philosoph und Psychologe. Ágúst war ein Pionier der Psychologie in Island und der erste, der Bücher über Psychologie in isländischer Sprache schrieb.

## Leben
Ágúst H. Bjarnason wurde in einem kleinen Dorf in den Westfjorden als Sohn von Hákon Bjarnason (1828–1877) und Jóhanna Kristín Þorleifsdóttir (1834–1896) geboren. Zu seinen Geschwistern zählten die Politikerin und Frauenrechtlerin Ingibjörg H. Bjarnason (1867–1941) und der Politiker Lárus H. Bjarnason (1866–1934).
Ágúst und sein Freund Guðmundur Finnbogason studierten an der Universität Kopenhagen Psychologie und Philosophie. Beide schlossen ihr Studium 1901 mit dem Magister und 1911 mit dem Doktorat ab. Sie hatten beide Psychologie als Hauptfach. Der Mentor von Ágúst (und Guðmundur) war Harald Høffding. Ágúst Bjarnasons Doktorarbeit war über den französischen Philosophen Jean-Marie Guyau.
Ágúst wurde 1911 zum Professor für Philosophie an der Universität Island ernannt und bekleidete dieses Amt bis 1945, also 34 Jahre lang. Er wurde für zwei Amtszeiten, 1918 und 1928, zum Rektor der Universität gewählt und amtierte dreizehn Jahre lang.
Zusammen gründeten Ágúst und Guðmundur Finnbogason am 1. Dezember 1918 die Isländische Akademie der Wissenschaften (isl. Vísindafélag Islendinga) mit dem Ziel, die wissenschaftliche Tätigkeit im Land zu fördern und die Stellung der Wissenschaft in der isländischen Kultur zu stärken. Ágúst Bjarnason wurde am 19. Januar 1919 deren erster Präsident, Einar Arnórsson Sekretär und Guðmundur Finnbogason Schatzmeister.
Ágúst Bjarnason war Unitarier und bezeichnete sich selbst als Islands „einzigen bekennenden Unitarier“.

### Bücher
- Bjarnason, Ágúst H.: Saga mannsandans. Hlaðbúð, Reykjavík, Island 1959 (isländisch, worldcat.org).
- Bjarnason, Ágúst H.: Himingeimurinn. P.M. Jónsson, Akureyri, Island 1926 (isländisch, worldcat.org).